# Vatanabe Ken
Vatanabe Ken (渡辺 謙, nyugaton Ken Watanabe) (1959. október 21.–) Oscar-és Golden Globe-díjra jelölt japán színházi, televíziós és filmszínész. A lázadó szamuráj vezetőt alakította Az utolsó szamuráj című filmben. Szerepelt az Egy gésa emlékiratai című regényből készült 2005-ös mozifilmben is, s főszerepet játszott a Levelek Ivo Dzsimáról című Clint Eastwood-produkcióban.

## Élete
Vatanabe Kenszaku néven látta meg a napvilágot Koidében (ma Uonuma), Japán középső részén. Anyjától általános ismereteket, apjától a kalligráfiát tanulta.
Miután 1978-ban befejezte a középiskolát, Tokióba költözött, hogy színésznek álljon. Első komoly sikerét az En színtársulattal aratta, ahol a hős szerepét játszotta a Simodani mannencsó monogatari című darabban. Alakítása komoly visszhangra talált a kritikusok és a nagyközönség körében.
A televízióban először 1982-ben tűnt fel, s első filmszerepét 1984-ben kapta. Híres szamurájszerepeiről, melyek közül a legismertebb az 1987-es, ötvenrészes Dokuganrjú Maszamune (Maszamune, az egyszemű sárkány) című drámasorozat.
1989-ben, a Ten to csi to (A menny és a Föld) forgatása közben akut myeloid leukémiát állapítottak meg nála. A kemoterápiás kezelések mellett is folytatta a munkát, állapota azonban 1994-ben ismét megromlott, s lábadozása után végül 1998-ban tért vissza.
Vatanabe, a régi japán szokást követve, minden pénzügyét feleségére bízta. 2001-ben egy sajtókonferencián bejelentette, hogy súlyos adósságai miatt 170 millió jent érő otthonát lefoglalták. Első feleségétől, Jumikótól 2005 áprilisában vált el, házasságukban két gyermekük, egy fiuk és egy lányuk született. 2005 decemberében vette feleségül Minami Kahót, aki szintén színészként tevékenykedik.
2002-ben otthagyta az En színtársulatot, és csatlakozott a K-Dash ügynökséghez.

## Színpadi alakításai
- 1980 – Higeki buritanikjuszu (悲劇ブリタニキュス)
- 1981 – Sitaja mannencso monogatari (下谷万年町物語)
- 1981 – Fuju no raion (冬のライオン)
- 1981 – Badzsadze (バジャゼ)
- 1982 – Platonov (プラトーノフ, Puratónofu)
- 1982 – Kafun necu
- 1985 – Pizarro (ピサロ, Piszaro)
- 1988 – Hamlet (ハムレット, Hamuretto)
- 2000 – Hamlet no gakuja – anten
- 2000 – Eien (első rész) – kanodzso to kare
- 2001 – Eien (második rész) – kanodzso to kare

## Filmjei
- 1984 – MacArthur gyermekei (瀬戸内少年野球団, Szetócsi Sónen Jakjú-dan) – Nakai Tecuo
- 1984 – Bruce’s Fists of Vengeance
- 1985 – A nindzsa kilenc halála – szenszei
- 1985 – A Kekkon Annai-rejtély (結婚案内ミステリー, Kekkon Annai Miszuterí) – Tecuja Funajama/Szekine Maszakadzu
- 1986 – A tenger és a méreg (海と毒薬, Umi to Dokujaku) – Toda
- 1986 – Pitypang (タンポポ, Tampopo) – Gun
- 1987 – Karateharcos (Il ragazzo dal kimono d’oro) – Kimura mester
- 1987 – Commando Invasion
- 1988 – Karateharcos 2 (Il ragazzo dal kimono d’oro 2) – Kimura mester
- 1989 – Violent Zone – az öreg Misima
- 1998 – Welcome Back, Mr. McDonald (ラヂオの時間, Radzsio no Dzsikan) – Onuki Raita, a teherautósofőr
- 2000 – Űrutazók (スペーストラベラーズ, Szupészu toraberádzu) – Szakamaki
- 2001 – Vaszabi – Jaszumoto felügyelő
- 2001 – Gendzsi: ezeréves szerelem (千年の恋 ～ひかる源氏物語, Szennen no koi – Hikaru Gendzsi Monogatari) – Fudzsivara Micsinaga/Fudzsivara Nobutaka
- 2003 – Az utolsó szamuráj (The Last Samurai) – Kacumoto
- 2003 – T.R.Y. – Adzuma Maszanobu
- 2005 – Egy gésa emlékiratai – az elnök
- 2005 – Batman: Kezdődik! (Batman Begins) – Ra’s Al Ghul
- 2005 – Az első év északon (北の零年, Kita no dzeronen) – Komacubara Hideaki
- 2006 – A holnap emlékei (明日の記憶, Asita no Kioku) – Szaeki Maszajuki
- 2007 – Levelek Ivo Dzsimáról (Letters from Iwo Jima) – Kuribajasi Tadamicsi tábornok
- 2009 - Rémségek cirkusza - Mr. Tall
- 2010 - Sanghaj - Tanaka kapitány
- 2010 - Eredet - Saito
- 2014 - Godzilla - Dr. Ishiro Serizawa
- 2019 - Godzilla II. – A szörnyek királya - Dr. Ishiro Serizawa